# Paramysidia vulgaris
Paramysidia vulgaris är en insektsart som beskrevs av Broomfield 1985. Paramysidia vulgaris ingår i släktet Paramysidia och familjen Derbidae. Inga underarter finns listade i Catalogue of Life.